# Wiratni Budhijanto
Wiratni Budhijanto (Yogyakarta, 7 de febrero de 1973) es una ingeniera química indonesia.

## Biografía y formación
Se licenció en ingeniería química en 1996 en la Universidad de Gadjah Mada de Indonesia y realizó un máster en 1999. Posteriormente se fue a Estados Unidos donde obtuvo su doctorado en la Universidad de Virginia Occidental en 2003, con su tesis Teoría básica y enfoque experimental para caracterizar las propiedades de flujo y fractura del polvo fino a granel.
En esta universidad realizó sus prácticas de investigación en ingeniería de bioprocesos en el Laboratorio de Ingeniería de Bioreacción y después continuó como investigadora visitante en el Departamento de Ingeniería Biológica y Medioambiental de la Universidad de Cornell, también en Estados Unidos. Se especializó en la ingeniería de bioprocesos y concretamente en el área de diseño de biorreactores, producción de productos químicos, materiales biorenovables y tratamiento de aguas residuales.

## Trayectoria
A lo largo de su trayectoria recibió varias becas y en 2015 la de la ASEAN-US (Asociación de Naciones del Sudeste Asiático y la Misión de Estados Unidos) para la ciencia y la tecnología. El objetivo de la ASEAN-US es impulsar los debates políticos y la toma de decisiones para aplicar la ciencia en la elaboración de políticas y abordar algunos de los problemas de desarrollo más difíciles de la región asiática. Se incluye la experiencia de trabajar durante un año dentro de un Ministerio para aportar sus conocimientos sobre biodiversidad, seguridad energética y la gestión de la pesca y las costas. Dentro de este proceso, Budhijanto expresó entonces su deseo de aprender "sobre las técnicas de estrategia y diplomacia para hacer que las consideraciones e ideas científicas sean más escuchadas en el proceso de elaboración de políticas" y todo con la determinación de utilizar la ciencia y trasladarla a la realidad en beneficio de la comunidad.
Con esa filosofía -de utilizar la ciencia en beneficio de las comunidades- su trabajo pretende cambiar el paradigma de cómo crear una tecnología para la comunidad por otro de cómo construir socialmente una tecnología dentro de la comunidad, haciendo énfasis en esa diferencia "para la comunidad" y "dentro de la comunidad", apostando por esta última.
Sus principales campos de interés en investigación, en línea con su especialidad se centran enː la ingeniería de bioprocesos, bioconversión de residuos orgánicos industriales, materiales biorenovables, procesos alimentarios, gestión de residuos municipales y la elaboración de políticas basadas en la ciencia.
Trabaja principalmente en proyectos para desarrollar empresas comunitarias de gestión de residuos y biomateriales. Sus proyectos se basan en la protección del medio ambiente, la conservación de los recursos naturales y el establecimiento de la autosuficiencia comunitaria con recursos locales.
Cuando trabajó con el biotecnólogo Lars T.Angenent en la Universidad de Cornell, Budhijanto inventó una nueva forma de tratar las aguas residuales, con una eficiencia 10 veces superior al requerir menos tierra que los sistemas de retención de estanques y sin liberar gases de efecto invernadero.
Pertenece a diferentes sociedades, como la American Chemical Society desde 2003, está afiliada a la Asociación de Tecnólogos de Alimentos de Indonesia, desde 2007 y se asoció al Instituto de Ingenieros Químicos IChemE en 2009.
Su trabajo y sus numerosas publicaciones científicas la ha convertido en una figura referente en el mundo de la ingeniería química y en un modelo a seguir para otras mujeres científicas del mundo, que se esfuerzan en impulsar y aplicar la tecnología en los países en vías de desarrollo. Sus últimas investigaciones se centran en el desarrollo de mini paquetes tecnológicos.

## Premios y reconocimientos
- Beca Nacional L'OREAL-UNESCO para Mujeres en la Ciencia (2007)
- Beca Facultad para el Futuro de Schlumberger (2009)
- Premio por el mejor servicio comunitario basado en la investigación de la UGM (2011)
- Premio por la mejor aplicación de tecnología apropiada basada en la investigación de la UGM (2013)
- Beca de ciencia y tecnología ASEAN-EE.UU, patrocinada por USAID (2015)
- Premio a la mejor facultad de ciencia y tecnología de la UGM (2017)
- Finalista del premio nacional a la mejor facultad de ciencia y tecnología del Ministerio de Investigación, Tecnología y Educación Superior (2018)